# Літні Олімпійські ігри 1948
Літні Олімпійські ігри 1948 або XIV Літні Олімпійські ігри — міжнародне спортивне змагання, що проходило під егідою Міжнародного олімпійського комітету в місті Лондоні, Велика Британія, 29 липня по 14 серпня 1948 року.
Це була перша Олімпіада після Другої світової війни. Лондон здобув право проводити Олімпійські ігри в 1944 році, але війна цьому завадила.
В спортивному плані героїнею Олімпіади стала легкоатлетка з Нідерландів Фанні Бланкерс-Коен, яка виграла 4 золоті медалі в спринтерських дисциплінах. Зробила вона це в 30 років, бувши матір'ю двох дітей, за що отримала прізвисько «Летюча домогосподарка».

## Учасники
| - Афганістан - Аргентина - Австралія - Австрія - Бельгія - Бермудські Острови - Бразилія - Гвіана - Бірма - Канада - Цейлон - Чилі - Китайська Республіка - Колумбія - Куба - Чехословаччина - Данія - Єгипет - Фінляндія - Франція - Велика Британія - Греція - Угорщина - Ісландія - Індія - Іран - Ірак - Ірландія - Італія - Ямайка - Південна Корея - Ліван - Ліхтенштейн - Люксембург - Мальта - Мексика - Монако - Нідерланди - Нова Зеландія - Норвегія - Пакистан - Панама - Перу - Філіппіни - Польща - Португалія - Пуерто-Рико - Сінгапур - Південно-Африканська Республіка - Іспанія - Швеція - Швейцарія - Сирія - Тринідад і Тобаго - Туреччина - США - Уругвай - Венесуела - Югославія |

## Медальний залік
Топ-10 неофіційного національного медального заліку:
| Місце | Країна          | Золото | Срібло | Бронза | Загалом |
| ----- | --------------- | ------ | ------ | ------ | ------- |
| 1     | США             | 38     | 27     | 19     | 84      |
| 2     | Швеція          | 16     | 11     | 17     | 44      |
| 3     | Франція         | 10     | 6      | 13     | 29      |
| 4     | Угорщина        | 10     | 5      | 12     | 27      |
| 5     | Італія          | 8      | 11     | 8      | 27      |
| 6     | Фінляндія       | 8      | 7      | 5      | 20      |
| 7     | Туреччина       | 6      | 4      | 2      | 12      |
| 8     | Чехословаччина  | 6      | 2      | 3      | 11      |
| 9     | Швейцарія       | 5      | 10     | 5      | 20      |
| 10    | Данія           | 5      | 7      | 8      | 20      |
| 12    | Велика Британія | 3      | 14     | 6      | 23      |